# アルコール事業法
アルコール事業法（アルコールじぎょうほう、平成12年4月5日法律第36号）は、アルコールが広く工業用に使用され、国民生活および産業活動に不可欠であり、かつ、酒類（酒税法2条1項に規定する酒類）と同一の特性を有していることにかんがみ、アルコールの酒類の原料への不正な使用の防止に配慮しつつ、アルコールの製造、輸入および販売の事業の運営等を適正なものとすることにより、日本におけるアルコール事業の健全な発展およびアルコールの安定的かつ円滑な供給の確保を図り、もって国民経済の健全な発展に寄与することに関する日本の法律である。
公布：2000年（平成12年）4月5日。

## 主務官庁
- 経済産業省製造産業局素材産業課アルコール室

## 構成
- 第一章　総則（第1条・第2条）
- 第二章　事業等の許可
  - 第一節　アルコールの製造の事業（第3条―第15条）
  - 第二節　アルコールの輸入の事業（第16条―第20条）
  - 第三節　アルコールの販売の事業（第21条―第25条）
  - 第四節　アルコールの使用（第26条―第30条）
- 第三章　特定アルコールの譲渡（第31条―第34条）
- 第四章　雑則（第35条―第45条）
- 第五章　罰則（第46条―第53条）
- 附則